# Kanton Pissos
Der Kanton Pissos war bis 2015 ein französischer Wahlkreis im Arrondissement Mont-de-Marsan, im Département Landes und in der Region Aquitanien; sein Hauptort war Pissos, Vertreter im Generalrat des Départements war zuletzt von 2004 bis 2015 Guy Destenave. 
Der Kanton war 402,22 km² groß und hatte 2964 Einwohner (Stand 1999). 

## Gemeinden
| Gemeinde          | Einwohner Jahr | Fläche km² | Bevölkerungsdichte | Postleitzahl | Code INSEE |
| ----------------- | -------------- | ---------- | ------------------ | ------------ | ---------- |
| Belhade           | 199 (2013)     | –          | – Einw./km²        | 40410        | 40032      |
| Liposthey         | 495 (2013)     | –          | – Einw./km²        | 40410        | 40156      |
| Mano              | 123 (2013)     | –          | – Einw./km²        | 40410        | 40171      |
| Moustey           | 667 (2013)     | –          | – Einw./km²        | 40410        | 40200      |
| Pissos            | 1389 (2013)    | –          | – Einw./km²        | 40410        | 40227      |
| Saugnacq-et-Muret | 925 (2013)     | –          | – Einw./km²        | 40410        | 40295      |